# 소셜번
소셜번(Socialburn)은 미국 플로리다주 블런츠타운 출신 포스트 그런지 밴드이다. 2007년 해체를 발표하였다.

## 멤버
- 닐 알데이(Neil Alday) - 보컬, 기타
- 더스티 프라이스(Dusty Price) - 베이스, 보컬
- 크리스 콥(Chris Cobb) - 기타
- 브랜든 비트너(Brandon Bittner) - 드럼(2000년 ~ 2005년)
- 시루스 피터스(Syrus Peters) - 드럼(2005년 ~ 2006년)

## 음반 목록
- 《What a Beutiful Waste》(2000년)
- 《World Outside》(2001년)
- 《Where You Are》(2003년)
- 《The Beauty of Letting Go》(2005년)